# Jan Herain
Jan Herain (14. května 1848 Hořovice – 11. prosince 1914 Praha, Malá Strana) byl český architekt a historik, byl členem Komise pro soupis stavebních, uměleckých a historických památek královského hlavního města Prahy.
Zemřel roku 1914 a byl pohřben na Olšanských hřbitovech.